# Distretto di Chai Badan
Il distretto di Chai Badan (in thailandese: ชัยบาดาล) è un distretto (amphoe) della Thailandia, situato nella provincia di Lopburi.